# Vico Equense
Vico Equense község (comune) Olaszország Campania régiójában, Nápoly megyében.

## Fekvése
A Sorrentói-félszigeten fekszik. Határai: Castellammare di Stabia, Meta, Piano di Sorrento, Pimonte és Positano.

## Története
Az egykori római település, Aequa helyén alakult ki. Nevének jelentését a latin aequana szóból eredeztetik, amelynek jelentése  síkság. A római vicus romanus, azaz falu Stabiae városához tartozott közigazgatásilag. Augustus császár idejében Aequa római colonia lett. A Nyugatrómai Birodalom bukása után Sorrento fennhatósága alá került a Carrafa és Durazzo nemesi családok birtokaként. Önálló községgé a 19. század elején vált, amikor a Nápolyi Királyságban felszámolták a feudalizmust. Itt halt meg 1894-ben Giovanni Nicotera politikus, miniszterelnök.

## Népessége
A népesség számának alakulása:

## Főbb látnivalói
- Atrio del Municipio –  egy középkori kapuja helyén épült, oszlopsorral körülvett tér.
- Cortile Catalano – 15. századi palota, amely katalán stílusban épült
- Castello Giusso – 13. századi kastély, amelyet a Sparano di Bari nemesi család épített.
- Palazzo Baronale – a 16. század során épült a Carrafa nemesi család számára.
- Ex Episcopio – 14. századi palota a vicói püspökök számára épült. Az utolsó püspök a Parthenopéi Köztársaságot támogató Michele Natale volt.
- Santissima Annunziata-templom – a 14. században építették a vicói püspök székhelyének.
- Santa Maria delle Grazie-templomot a 15. században építették.
- Torre di Caporivo – a szaracén kalóztámadások elleni védelem céljából építették